# Sturmgeschütz-Brigade 912
De Sturmgeschütz-Abteilung 912 / Sturmgeschütz-Brigade 912 / Heeres-Sturmgeschütz-Brigade 912 / Heeres-Sturmartillerie-Brigade 912 was tijdens de Tweede Wereldoorlog een Duitse Sturmgeschütz-eenheid van de Wehrmacht ter grootte van een afdeling, uitgerust met gemechaniseerd geschut. Deze eenheid was een zogenaamde Heerestruppe, d.w.z. niet direct toegewezen aan een divisie, maar ressorterend onder een hoger commando, zoals een legerkorps of leger.
Deze Sturmgeschütz-eenheid kwam in actie in de noordelijke sector van het oostfront gedurende zijn hele bestaan en eindigde in de Koerland-pocket.

## Krijgsgeschiedenis

### Sturmgeschütz-Abteilung 912
Sturmgeschütz-Abteilung 912 werd opgericht in Jüterbog op 1 maart 1943, nadat het personeel eerst (medio februari) verzameld was in Schweinfurt. Een kader kwam van 1./Sturmgeschütz-Abteilung 194. de Toen de Sovjets op 1 april 1943 aan de Volchov de Duitse linies doorbraken, werd de Abteilung naar Heeresgruppe Nord gestuurd. De Abteilung werd in Gatsjina uitgeladen en meteen per batterij verdeeld over verschillende divisies en frontsectoren. Pas bij het begin van de 3e Ladogaslag op 22 juli 1943 werd de Abteilung weer herenigd ingezet, 9 km zuidelijk van Sjlisselburg. In dit gebied rond Sinyavino vocht de Abteilung van 27 juli tot 10 september 1943. Daarna volgde een verplaatsing naar de Oranienbaum-pocket. In oktober volgden gevechten bij Gassilovo en ook in november/december volgden zware defensieve gevechten. Kerstmis werd doorgebracht bij Idritsa (noordwestelijk van Nevel en rond de jaarwisseling lag de Abteilung tussen Nevel en Velikieje Loeki.
Op 14 februari 1944 werd de Abteilung omgedoopt in Sturmgeschütz-Brigade 912.

### Sturmgeschütz-Brigade 912
De omdoping in Sturmgeschütz-Brigade betekende echter geen organisatorische verandering, de samenstelling bleef gelijk. Bij het begin van het Sovjet winteroffensief moest de brigade mee terugtrekken, via Poestosjka en werd tot juni 1944 telkens aan andere legerkorpsen binnen het 16e Leger toegevoegd.
Op 10 juni 1944 werd de brigade omgedoopt in Heeres-Sturmgeschütz-Brigade 912.

### Heeres-Sturmgeschütz-Brigade 912
Ook nu betekende de omdoping geen organisatorische verandering, de samenstelling bleef opnieuw gelijk. Bij het begin van het Sovjet zomeroffensief lag de brigade noordelijk van Polotsk bij het 10e Legerkorps en moest al snel in actie komen tegen de oprukkende Sovjets, die Heeresgruppe Mitte vernietigd hadden en de rechterflank van Heeresgruppe Nord bedreigden. Daarnavolgden zware terugtochtgevechten in de richting van Riga. Medio oktober 1944 werd de brigade dan met de rest van de Heeresgruppe de Koerland-pocket ingedreven. In 1944 nam de brigade, of afzonderlijke batterijen, deel aan de eerste drie Koerland-slagen.

### Heeres-Sturmartillerie-Brigade 912
Lokaal werd een Begleit-Grenadier-Batterie opgericht voor de brigade, die daarmee in de winter 1944/45 omgedoopt werd tot Heeres-Sturmartillerie-Brigade. In deze hoedanigheid nam de brigade, of afzonderlijke batterijen, deel aan de laatste drie Koerland-slagen. Door overal effectief als “brandweer” op te treden stond de brigade ook wel bekend als Brigade Brandner.

### Einde
De Heeres-Sturmartillerie-Brigade 912 capituleerde op 9 mei 1945 in Koerland.

## Samenstelling
- Staf
- 1e Batterij
- 2e Batterij
- 3e Batterij
- Begleit-Grenadier-Batterie, ofwel een compagnie begeleidingssoldaten, vanaf winter 1944/45

## Commandanten
| Rang                                  | Naam              | Begin            | Eind             |
| ------------------------------------- | ----------------- | ---------------- | ---------------- |
| Hauptmann later Major                 | Kruck             | 1 maart 1943     | december 1943    |
| Hauptmann                             | Karl Morgener     | oktober 1943     |                  |
| Hauptmann                             | Johannes Karstens | december 1943    | juli 1944        |
| Hauptmann                             | Hoffmann          | juli 1944        |                  |
| Hauptmann                             | Karl Morgener     | juli 1944        | 1 september 1944 |
| Major                                 | Johannes Karstens | 1 september 1944 | 17 december 1944 |
| Hauptmann Major (vanaf 26 april 1945) | Josef Brandner    | 17 december 1944 | 9 mei 1945       |

Hauptmann Kruck raakte zwaargewond op 19 oktober 1943 toen tijdens een tegenaanval eigen Stuka’s de Abteilung aanvielen. Hauptmann Morgener nam tijdelijk het bevel over in oktober 1943. Hauptmann Hoffmann was ook slechts tijdelijk bevelvoerend.